# Borštnikov prstan
Borštnikov prstan je najbolj prestižna slovenska nagrada za igralske dosežke, ki ga od leta 1970 vsako leto podeli neodvisna žirija. Nagrada je dobila ime po igralcu Ignaciju Borštniku. Prva prejemnica te nagrade je bila slovenska igralka Elvira Kralj.
Borštnikov prstan je podeljen v okviru Borštnikovega srečanja, kjer podelijo tudi Borštnikove nagrade najboljšim predstavam, najboljšim igralkam in igralcem ter najbolj obetavnim mladim igralkam in igralcem v tekočem letu.

## Nagrajenci
Glejte glavni članek Seznam prejemnikov Borštnikovega prstana